# Łukasz Mikuła
Łukasz Michał Mikuła (ur. 1982 w Poznaniu) – polski geograf, urbanista, doktor habilitowany w dyscyplinie geografia społeczno-ekonomiczna i gospodarka przestrzenna, radny Miasta Poznania.
W 2000 został absolwentem II Liceum Ogólnokształcącego im. Generałowej Zamoyskiej i Heleny Modrzejewskiej w Poznaniu, gdzie zdał maturę.
W 2010 roku obronił doktorat Zarządzanie terytorialne w obszarach metropolitalnych w Polsce pod kierunkiem prof. Tomasza Kaczmarka. 12 czerwca 2020 roku Rada Dyscypliny Wydziału Geografii Społeczno-Ekonomicznej i Gospodarki Przestrzennej Uniwersytetu im. Adama Mickiewicza w Poznaniu nadała mu stopień doktora habilitowanego. We wrześniu 2020 otrzymał Nagrodę Rektora UAM I stopnia za dorobek publikacyjny.
Radny Miasta Poznania kadencji 2010-2014, 2014-2018, 2018-2024, 2024-2029.
Członek Towarzystwa Urbanistów Polskich. Wnuk Klemensa Mikuły.